# Sanyuan, Chongqing
Sanyuan (kinesiska: 三元) är en köping i sydvästra Kina. Den ligger i Fengdu härad i storstadsområdet Chongqing, omkring 120 kilometer nordost om det centrala stadsdistriktet Yuzhong. Antalet invånare är 12 943. Befolkningen består av 6 345 kvinnor och 6 598 män. Barn under 15 år utgör 23,0 %, vuxna 15-64 år 59 %, och äldre över 65 år 16,0 %.